# Ville Paumola
Ville Paumola (Tampere, 16 de marzo de 1991) es un deportista finlandés que compitió en snowboard. Ganó una medalla de bronce en el Campeonato Mundial de Snowboard de 2011, en la prueba de slopestyle.

## Medallero internacional
| Campeonato Mundial | Campeonato Mundial | Campeonato Mundial | Campeonato Mundial |
| Año                | Lugar              | Medalla            | Competición        |
| ------------------ | ------------------ | ------------------ | ------------------ |
| 2011               | La Molina (España) | Medalla de bronce  | Slopestyle         |